# 柴灣站公共運輸交匯處
柴灣站公共運輸交匯處位於香港東區柴灣利眾街及利眾街交界，對面為蜆殼工業大廈和看通中心，為一個坑狀巴士總站，室外部份供巴士及部份專線小巴路線使用，室內部份供其餘專線小巴路線使用。現時有一條巴士路線及七條專線小巴路線以此為總站，另有兩條專線小巴路線途經。

## 歷史
- 2010年8月23日：新巴82M線正式投入服務[2][3]。
- 2022年8月15日：新巴82M線取消服務。[4]

## 總站路線資料（巴士）

### 城巴18X線(特別班次)
- 柴灣站 → 堅尼地城（卑路乍灣）

### 城巴388線
- 柴灣站 ↺ 柴灣墳場／歌連臣角（只在清明節及重陽節期間提供服務）

於1989年4月2日投入服務，途經柴灣華人永遠墳場、西灣國殤紀念墳場、香港佛教墳場及歌連臣角火葬場。

## 總站路線資料（專線小巴）

### 香港島專線小巴16A線
- 柴灣站 ↔ 舂磡角慈氏護養院

### 香港島專線小巴16M線
- 柴灣站 ↔ 舂坎角泳灘

### 香港島專線小巴16X線
- 柴灣站 ↔ 赤柱正灘

### 香港島專線小巴18M線
- 柴灣站 ↔ 歌連臣角懲教所

### 香港島專線小巴20M線
- 興民邨 ↔ 柴灣工業城

### 香港島專線小巴43M線
- 峰華邨 ↔ 柴灣站

### 香港島專線小巴44M線
- 柴灣站 ↺ 小西灣邨

### 香港島專線小巴47M線
- 柴灣站 ↺ 小西灣邨

### 香港島專線小巴47S線
- 小西灣（富欣花園） ↔ 柴灣站

### 香港島專線小巴48M線
- 柴灣站 ↔ 東區醫院

## 途經路線資料（專線小巴）

### 香港島專線小巴20M線
- 興民邨 ↔ 柴灣工業城

### 香港島專線小巴47E線
- 小西灣邨 ↔ 東區醫院

## 車坑分佈

### 露天部分
| 車坑分佈（以入口最左邊起計） | 車坑分佈（以入口最左邊起計） | 車坑分佈（以入口最左邊起計） |
| 車坑編號                     | 車坑數目                     | 路線                         |
| ---------------------------- | ---------------------------- | ---------------------------- |
| 1                            | 雙坑                         | 城巴18X線（特別班次）        |
| 2                            | 單坑                         | 城巴388線                    |
| 3                            | 單坑                         | 專線小巴43M線                |

### 室內部分
| 車坑分佈（以入口最左邊起計） | 車坑分佈（以入口最左邊起計） | 車坑分佈（以入口最左邊起計）              |
| 車坑編號                     | 車坑數目                     | 路線                                      |
| ---------------------------- | ---------------------------- | ----------------------------------------- |
| 1                            | 雙坑                         | 專線小巴16A、16M、16X、18M、20M、44M、47M |

- 有綠字班次為雙向途經。

## 外部連結
- 柴灣站公共運輸交匯處，城巴／新巴